# Сервитенкирхе
Сервитенкирхе, или Сервитская церковь Благовещения Марии (нем. Die Servitenkirche Mariä Verkündigung), — римско-католическая приходская церковь сервитов в 9-м районе Вены, Альзергрунд в муниципалитете Россау. Относится к архиепархии Вены.

## История
16 сентября 1638 года монахи-сервиты из Флоренции по приглашению императора Фердинанда III прибыли в Вену. Монахи этого ордена уже имели свой монастырь в Австрии. Обитель в Инсбруке была основана в 1613 году и стала первым монастырём сервитов к северу от Альп. Прибыв к императорскому двору, они получили дозволение основать монастырь в Россау, предместье Вены.
Сервитенкирхе была построена по проекту итальянского архитектора Карло Мартино Карлоне. В архитектуре храма заметно влияние его соотечественника, архитектора Андреа Палладио. Церемония закладки первого камня состоялась 11 ноября 1651 года. Церковь была освящена в честь Благовещения Божией Матери в 1670 году. Работы по внутренней отделке продолжались ещё в течение семи лет.

## Описание
Храм представляет собой базилику. Фасад и интерьер выдержаны в стиле раннего барокко. Особый интерес представляет скульптура «Пьета» на главном алтаре, созданная в 1470 году. В церкви находится гробница принца Оттавио Пикколомини, противника Альбрехта фон Валленштейна в Тридцатилетней войне и щедрого донатора Ордена Служителей Пресвятой Девы Марии.
Одним из донаторов самой церкви был барон Кристоф фон Абеле, на средства которого был устроен малый алтарь в честь святого Либория.
Орган в Сервитенкирхе был установлен в 1981 году Герхардом Градецким. Инструмент имеет 23 регистра на двух уровнях и педали.
В северной части церкви в XVIII веке была устроена капелла в честь святого Пилигрима Лациози, монаха-сервита. В 1766 году часовня была украшена фресками Йозефа Адама Риттера фон Мёлька.